# Dischidesia cinereus
Dischidesia cinereus là một loài bướm đêm trong họ Geometridae.